# Главатских, Роман Владимирович
Роман Владимирович Главатских (3 мая 1983, Новоуральск, СССР) — российский футболист, игрок в мини-футбол. Нападающий новосибирского клуба «Сибиряк».

## Биография
Роман Главатских родился 3 мая 1983 года в закрытом городе Новоуральске из Свердловской области. Там же он начал свою мини-футбольную карьеру, став игроком местного «Строителя», на тот момент игравшего в Первой лиге, втором дивизионе в структуре отечественного мини-футбола. В нём он отыграл три сезона, после чего перебрался в глазовский «Прогресс», а чуть позже — в екатеринбургский «УПИ-ДДТ», в составе которого и произошёл дебют Романа в Суперлиге.
В 2004 году Главатских перешёл в московский «Спартак», полутора сезонами позже — в «Норильский никель». В этих клубах Роману не удалось ярко проявить себя, однако куда лучше у него пошла игра в подмосковном клубе «Спартак-Щёлково», куда он перешёл в 2007 году.
В 2009 году Главатских покинул «Спартак-Щёлково», так как щёлковцы из-за финансовых проблем перешли в Высшую лигу. Следующий сезон он провёл в новосибирском «Сибиряке». Летом 2010 года Роман ездил на просмотр в «ВИЗ-Синару», участвовал в составе екатеринбуржцев в «Кубке Урала», однако начал следующий сезон в петербургском «Политехе». Проведя там успешный год, летом 2011 года Главатских перешёл в московскую «Дину».

## Достижения
- Чемпион России по мини-футболу (1): 2014
- Бронзовый призёр Чемпионата России по мини-футболу. 2016